# Medic’all Art Dance Társulat
A Medic'all Art Dance Társulat egy kortárstáncot különféle társművészetekkel ötvöző rögtönző táncművészeti társulat Budapesten.

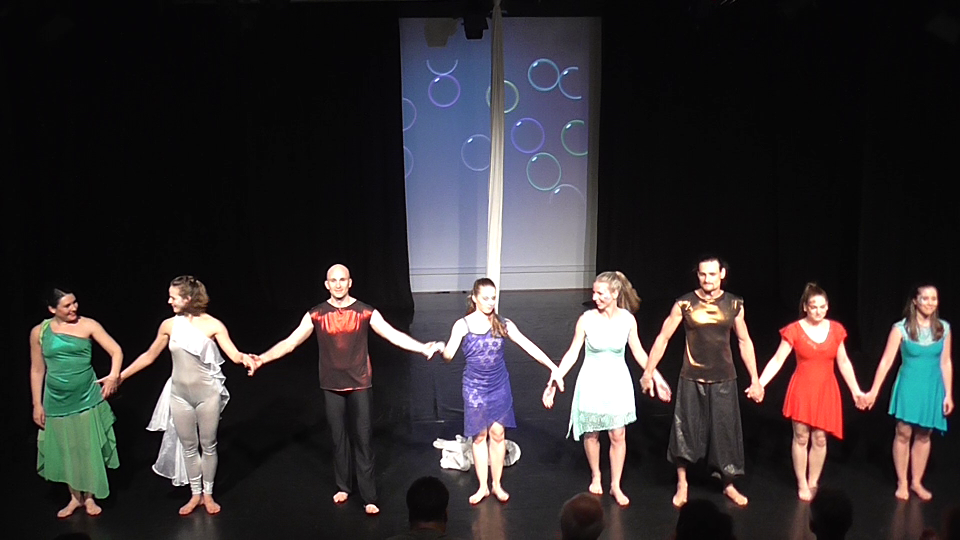
A társulat MediCirque előadásának végén a Bakelitban

## Történet
A Medic'All Art Dance 2010-ben jött létre. Vezetője Csabai Gabriella, táncművész.
Az együttes profilja 1-2 év alatt alakult ki, de egyedi célja a kortárstánc, különféle zenei stílusok és más művészeti eszközök által alapvetően a lélek egészséges harmóniájához hozzájáruló pozitív hatás. A kritika 2011-től követi a társulatot.

## Művek, tevékenységek
A társulat első jelentősebb megjelenése a budapesti Fészek klubban lévő Improvizáció sorozat volt, mely 2011. február 7.-én indult. Az indulás hónapjaiban többször is felléptek a Spinoza színházban a társulat tagjai közt többek között Sárai Rachel, Szabó Zsuzsanna, Rózsahegyi Orsolya, Hucker Katalin, Csabai Gabriella és Jellinek György tartották az előadást. Felléptek többek között a Múzeumok éjszakáján is.
Az improvizációs táncestek mellett 2013 és 2015 között újabb speciális elemeket bevonó előadásokat is készítettek, ilyen volt például a Természet formái című előadás. 2015-ben a Bakelitben mutatták be MediCirque című tánccirkuszi előadásukat.

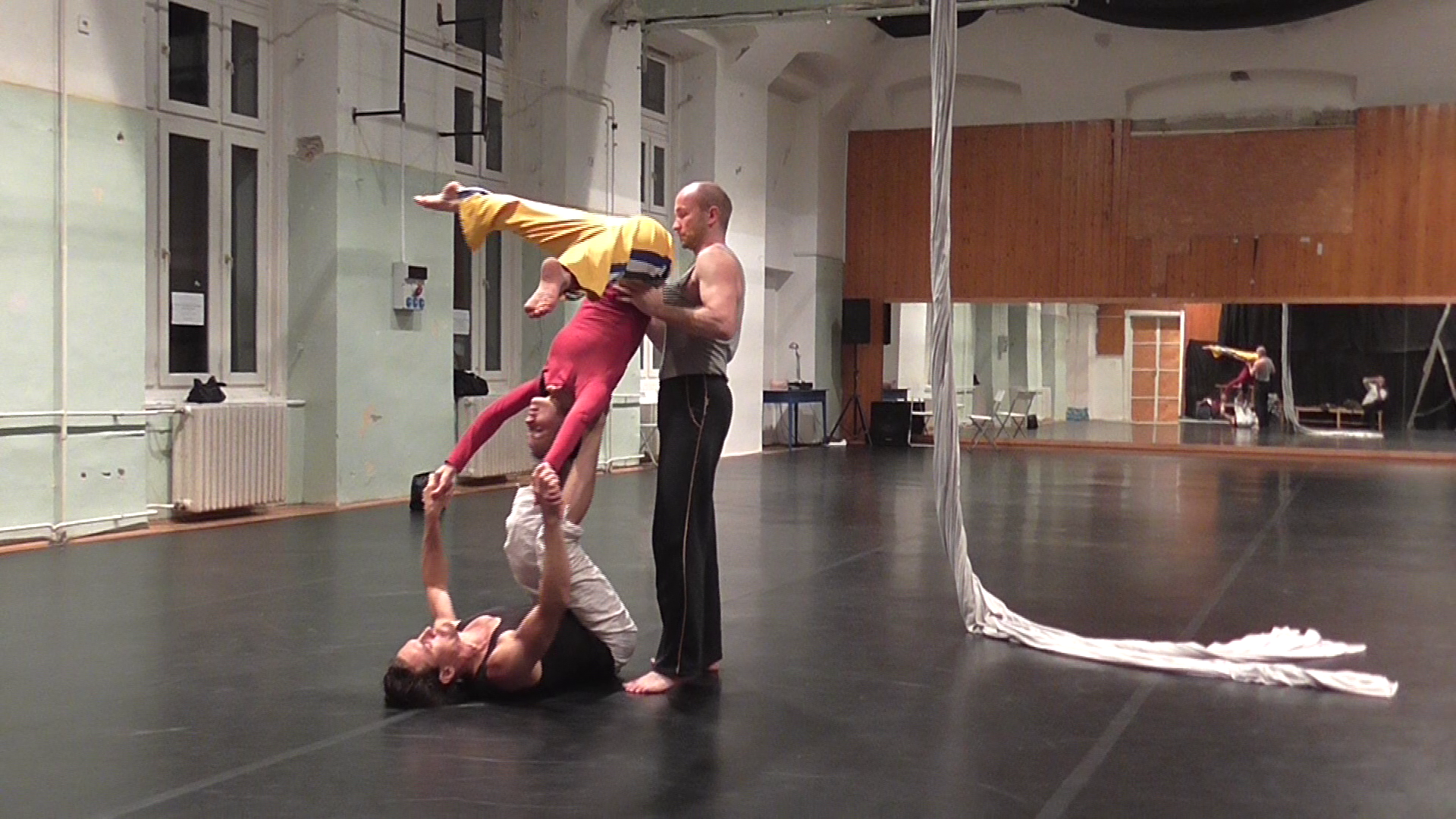
Erőemelő részlet a MediCirque előadás próbájából a Jurányiban - Tas Gergely, Mórocz Eszter, Szabó Zoltán

## Galéria

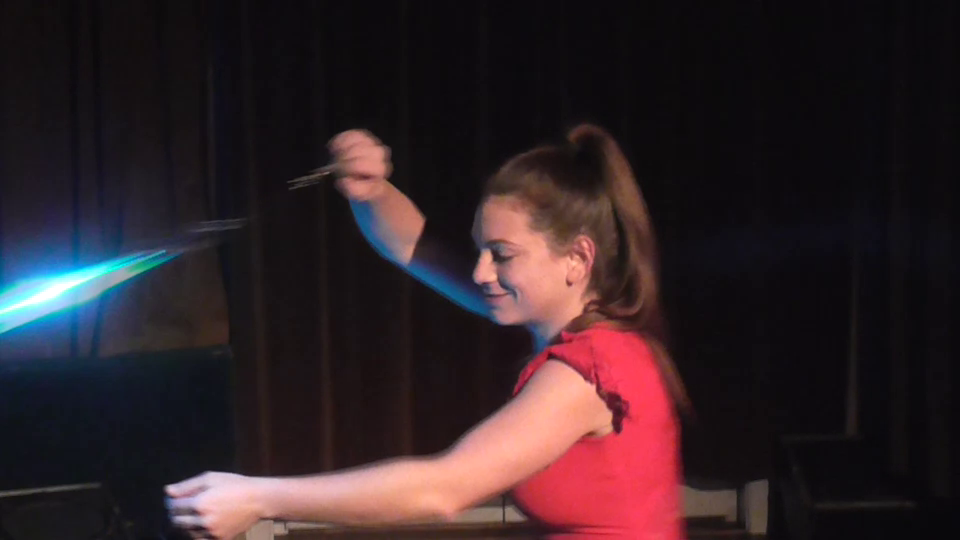
Márványi Anna (Tánc a hóban)
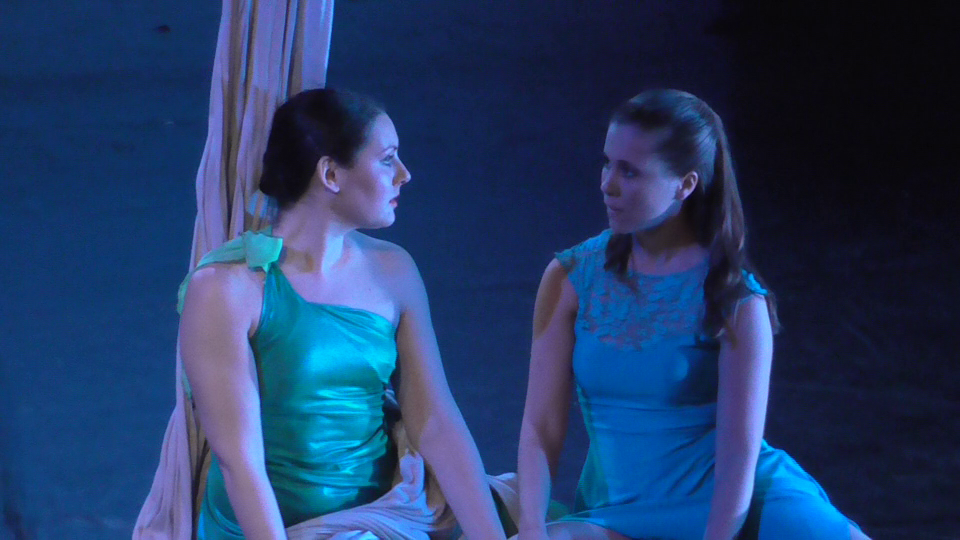
Csabai Gabriella, Molnár-Szabó Zsuzsanna (MediCirque)